# بهانه (فیلم ۲۰۰۶)
بهانه یا عذر (به انگلیسی: The Alibi) فیلمی محصول سال ۲۰۰۶ و به کارگردانی کورت ماتیلدا و مت چکووسکی است. در این فیلم بازیگرانی همچون استیو کوگان، ربکا رومین، سلما بلر، جیمز برولین، سم الیوت، جیمی کینگ، جان لگویزمائو، جیمز مارسدن، دبی میزار، هنری رالینز، دبورا کارا آنگر و تری کروس ایفای نقش کرده‌اند.